# Windows SharePoint Services
 (août 2020).
Si vous disposez d'ouvrages ou d'articles de référence ou si vous connaissez des sites web de qualité traitant du thème abordé ici, merci de compléter l'article en donnant les références utiles à sa vérifiabilité et en les liant à la section « Notes et références ».
Pour les articles homonymes, voir WSS.
 (avril 2013).
Windows SharePoint Services (WSS) est un add-on gratuit pour Windows Server 2003. Il s'agit d'un moteur de groupware pour les produits Sharepoint offrant des fonctionnalités basiques de portail web et d'intranet permettant de gérer une multitude de sites, au sein d'une entreprise par exemple. Ainsi, au travers d'un site WSS, une équipe va pouvoir véhiculer des informations telles qu'un planning, sous forme de diagramme de Gantt, mais également de gérer les différentes versions d'un document, puisqu'un document possède un cycle de validation qui lui est propre, avant d'être publié. 
Les services SharePoint sont principalement utilisés par les applications de portail web Microsoft Office SharePoint Portal Server et Microsoft Office Project Server.
WSS est lié à une base de données qui va servir de référentiel pour toutes les données : 
- les données de configuration de la ferme (base de données de configuration) ;
- les données de contenu (qui va contenir la collection de sites, le contenu des listes, des bases documentaires etc.).

## Fonctionnalités
WSS dispose des fonctionnalités suivantes :
- Création de pages grâce à des web parts développés en ASP.NET ;
- Création de sites Web ou sous-sites liés à des équipes ou des projets ;
- Système de contrôle de versions des documents stockés ;
- Moteur de recherche basique ;
- Stockage à la fois du document et des métadonnées dans une base de données (WSS 2.0) ;
- Utilisation possible de métadonnées du Dublin Core.
- Synergie parfaite avec Microsoft SharePoint Designer (pour les CSS - Web parts - Master Pages)

## Prérequis
Les sites WSS reposent sur la technologie ASP.NET et doivent être hébergés via la solution de serveur web Internet Information Services. Le stockage des informations est confié à une base de données Microsoft SQL Server, les autres bases de données n'étant pas supportées. L'authentification peut être basée soit sur un annuaire Active Directory, soit sur un annuaire LDAP, soit sur une authentification dite "Forms" basée sur des providers ASP.NET (le provider par défaut est basé sur Microsoft SQL Server, mais il est possible de développer un provider personnalisé qui peut être basé sur n'importe quel autre source de données).
Du côté utilisateur, l'interface exploite des fonctionnalités spécifiques à Internet Explorer de Microsoft (ActiveX, certaines syntaxe JavaScript et HTML notamment, ...), qui résulte en une version allégée de certaines fonctionnalités lorsqu'il est utilisé avec d'autres navigateurs. À noter également que les thèmes par défaut inclus sont basés sur du Quirks HTML, ce qui a pour conséquence d'avoir parfois des rendus différents d'un navigateur à l'autre.

## Développement
Le développement pour WSS requiert principalement des connaissances en ASP.NET (2.0 ou supérieure), XML et Extensible stylesheet languageXSL.
Microsoft propose une intégration gratuite à son IDE Visual Studio 2005 sous le nom de VSeWSS (Visual Studio 2005 extensions for Windows SharePoint Services 3.0). Visual Studio 2008 sera supporté à partir de la version 1.2 qui sortira courant juin 2008 (1).
Ces extensions ne sont pas indispensables pour le développement mais ont le mérite d'automatiser la création des scripts de déploiement.
D'autre solutions gratuites (et souvent open source) d'extensions sont disponibles pour Visual Studio, souvent plus complètes que la solution Microsoft. On peut citer STSDev ou WSPBuilder disponible sur CodePlex.
D'autres outils gratuits fort pratiques ont été développés par la communauté pour faciliter le développement, comme le Stramit Caml Viewer 2007, le U2U CAML Query Builder ou encore le CTExplorer.

## Versions

### Version 1.0
La première version, nommée SharePoint Team Services (STS), est sortie en même temps qu'Office XP et était fournie avec Microsoft FrontPage. STS fonctionnait sous Windows 2000 Server ou Windows XP. Le seul point commun avec SharePoint Portal Server 2001 était des éléments graphiques.

### Version 2.0
La Version 2.0, Windows SharePoint Services, a été commercialisée comme une mise à jour de Sharepoint Team Services mais il s'agissait en fait d'une application entièrement repensée. La différence principale se situe au niveau du système de stockage des documents : Sharepoint Team Services stockait les documents de façon classique et conservait des métadonnées dans une base de données alors que Windows Sharepoint Services stocke les documents ET les métadonnées dans une base de données. 
Le versionnage de document n'était pas géré par Sharepoint Team Services alors que Windows Sharepoint Services gère un versionnage basique.

### Version 3.0
La Version 3.0 est disponible depuis fin 2006. Microsoft Office SharePoint Server 2007 (de la suite Office 2007) est entièrement basé sur WSS 3.0. Une licence WSS 3.0 vient avec chaque copie de Windows Server 2003 (l'application reste néanmoins à télécharger sur le site de Microsoft).
Cette version apporte son lot de nouvelles fonctionnalités dont:
- Gestion du workflow basée sur la technologie Windows Workflow Foundation
- Gestion des versions majeures et mineures
- Abonnement aux flux RSS
- Une liste peut maintenant recevoir des mails
- Des listes spécifiques ont été réalisées (PPT - GANTT - ...)
- Nouveaux templates de site communautaire wiki et weblog
- Édition de workflow et interface utilisateur depuis Microsoft SharePoint Designer 2007
- Business Data Catalog (BDC)
- Excel Services
- InfoPath Forms Services
- Solution de recherche (Search 2008)

La technologie utilisée par cette nouvelle monture est ASP.NET 3.0 (qui est ni plus ni moins que le 2.0 + la couche Workflow Foundation).

### Version 4.0
En 2010 est sortie la version 4.0 de l'application, cependant, à la suite d'une décision de Microsoft, celle-ci se nomme désormais Microsoft SharePoint Foundation 2010.